# Laughing Gas
Laughing Gas, Busy Little Dentist, Down and Out, Laffing Gas, The Dentist o Tuning His Ivories (El gas de la risa o Charlot, falso dentista) es un cortometraje mudo con dirección y actuación de Charles Chaplin. Fue estrenado el 9 de julio de 1914.

## Argumento
El personaje principal, representado por Charles Chaplin, es el ayudante de un dentista que tiene muchos pacientes. Uno de esos pacientes cae rendido por el gas anestésico. Después de la intervención, el dentista no consigue despertarlo y recurre al ayudante, que reanima al paciente con un golpe en la cabeza. Ya despierto, el paciente, por efecto del anestésico, estalla en risas, y Charlot lo vuelve a anestesiar con otro golpe en la cabeza. 
El dentista manda al ayudante a rellenar una prescripción, y en el camino tiene un lío con un hombre gordo que está esperando fuera de la farmacia. Hay una persecución durante la que el ayudante del dentista, por casualidad, le quita la falda a la mujer del dentista, que pasaba por allí. Llaman al dentista y le avisan de que su esposa ha tenido un accidente. 
El ayudante, ya de vuelta, ocupa el puesto del dentista. Elige a la paciente más bonita, se sienta encima, le toma la nariz con las pinzas y la besa en la boca. Entra un nuevo paciente, pero también está esperando aquel tipo con que se había liado. Se persiguen, corren, entra todo el mundo y la casa se convierte en un caos, concluyendo todos golpeados o desmayados.

## Reparto[2]
- Charles Chaplin: el ayudante mayor del dentista.
- Fritz Schade:[3] el Dr. Pain,[4] el dentista.
- Alice Howell:[5] la esposa del dentista.
- Slim Summerville: un paciente.
- Josef Swickard:[6] otro paciente.
- Mack Swain: otro paciente.
- Helen Carruthers:[7] la paciente bonita.
- Fred Hibbard: el paciente barbudo.
- Gene Marsh:[8] una paciente.
- May Wallace:[9] otra paciente.
- Joseph Sutherland: el ayudante menor del dentista.